# Schelle (Bélgica)
Schelle es una localidad y municipio de la provincia de Amberes en Bélgica. Sus municipios vecinos son Aartselaar, Bornem, Hemiksem, Kruibeke y Niel. Tiene una superficie de 7,8 km² y una población en 2018 de 8.433 habitantes, siendo los habitantes en edad laboral el 62% de la población.

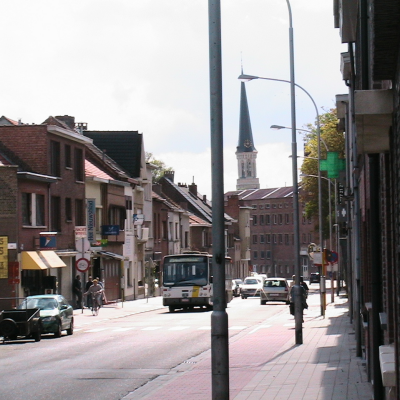

## Demografía

### Evolución
Todos los datos históricos relativos al actual municipio, el siguiente gráfico refleja su evolución demográfica, incluyendo municipios después de efectuada la fusión el 1 de enero de 1977.
| Gráfica de evolución demográfica de Schelle entre 1846 y 2020 |
|                                                               |